# Aeschynanthus ovatus
Aeschynanthus ovatus är en tvåhjärtbladig växtart som först beskrevs av Elmer Drew Merrill, och fick sitt nu gällande namn av Rudolf Schlechter. Aeschynanthus ovatus ingår i släktet Aeschynanthus och familjen Gesneriaceae. Inga underarter finns listade i Catalogue of Life.